# Chlorophonia callophrys
Chlorophonia callophrys е вид птица от семейство Чинкови (Fringillidae).

## Разпространение
Видът е разпространен в Коста Рика, Никарагуа и Панама.